# لوسي هاتون
لوسي هاتون (بالإنجليزية: Lucy Hatton)‏ هي منافسة ألعاب القوى بريطانية، ولدت في 8 نوفمبر 1994 في Kettering ‏ في المملكة المتحدة.

## وصلات خارجية
- لوسي هاتون على موقع الاتحاد الدولي لألعاب القوى (الإنجليزية)
- لوسي هاتون على موقع الدوري الماسي (الإنجليزية)